# Красный волосатохвост
Красный волосатохвост (лат. Lasiurus borealis) — вид рукокрылых семейства гладконосые летучие мыши (Vespertilionidae), распространённый в Северной Америке.
Длина тела 10,8 см, масса тела 7—13 г. Самки немного крупнее самцов. Окраска меха ржаво-коричневого цвета, на плечах белые пятна. Волосы длиной 5,8 мм на конце былые. Брюхо немного светлее спины. Уши широкие и круглые. Крылья достаточно длинные и узкие.
Красный волосатохвост активен ночью, поиски еды начинает через 1—2 часа после захода Солнца. Охотится, как правило, на летающих насекомых, а также на цикад, жуков и сверчков.
Ведёт одиночный образ жизни, скрываясь днём на деревьях и кустах на высоте 1,1—6,2 метра. Укрытия, как правило, расположены с теневой стороны. Зимой и весной мигрируют возвращаясь к местам размножения в конце октября.
Размножение происходит осенью. Через 80—90 дней периода беременности самки производят на свет 1—5 слепых, без шёрстного покрова детёнышей весом 0,5 г. Через 3—4 недели у них открываются глаза. Мех к этому времени ещё довольно короткий, по густой, детёныши весят уже 4—5 г. В возрасте 6 месяцев они становятся самостоятельными.
Вид распространён в США восточнее Скалистых гор до севера Мексики.